# 楊庚辰
楊庚辰（？—1924年），直隸省順德府邢臺縣人，清朝政治人物、進士出身。
光緒十六年（1890年），参加光緒庚寅科殿試，登進士二甲21名。同年五月，著刑部主事学习。辛亥革命后，歸鄉，擔任邢臺商務會會長。